# Donald Broadbent
Donald E. Broadbent (Birmingham, Egyesült Királyság, 1926. május 6. – Oxford, 1993. április 10.) angol pszichológus, a kognitív pszichológia meghatározó alakja volt.

## Munkássága
Munkássága a kognitív folyamatok működésének feltárására irányult, kutatásai alapvető fontosságúak voltak az észleléssel, figyelemmel és emlékezettel kapcsolatos információáramlás terén. A fent említett területeken végzett kutatásai nagy mértékben hozzájárultak az 1960-as évek második felének „kognitív forradalmához”.
Az ökológiai validitás elve áthatotta munkásságát: 1944-ben az angol Királyi Légierő (RAF) kötelékében kezdett el dolgozni, de a pilóták – a gyakorlati követelményekhez kevéssé igazodó – munkakörülményeit megtapasztalva később a pszichológiai pálya mellett döntött.
Tanulmányait a Cambridge-i Egyetemen végezte. 1949-ben, a diploma megszerzése után az angliai MRC (Medical Research Unit) Alkalmazott Pszichológiai Kutatási Részlegében (Applied Psychology Research Unit – APRU) végezte kísérleteit, melyeket áthatott a laboratóriumi munka és a valós világ igényeinek összeegyeztetésére irányuló folyamatos törekvés. (A részleg mai hivatalos neve: MRC Cognition and Brain Sciences Unit.) 1958-ban a részleg igazgatója lett és ugyanebben az évben megjelent a kognitív pszichológia alapkövének számító „Észlelés és kommunikáció” (Perception and Communication) című könyve. A könyvben ismertetett híres, és későbbi könyvében módosított modell a számítógépek információfeldolgozási analógiájára épül. 1971-ben megjelent második nagyszabású könyve, a „Döntéshozatal és Stressz” (Decision and Stress). 1974-től az Oxford-i Egyetemen Wolfson Kollégiumának munkatársa, ahol további kutatásait Dianne Berry pszichológussal közösen végezte.
Munkásságát mindvégig az alkalmazott pszichológia keretein belül próbálta végezni, kísérleteit áthatotta a gyakorlati megvalósíthatóságra való törekvés. Ennek ellenére a kognitív pszichológia terén szerzett eredményei és a kognitív folyamatok modellezése az elméleti pszichológia kiemelkedő tudósává emelték Donald Broadbentet.
Nevét őrzi a figyelmi szelekció és információfeldolgozás kérdésében úttörő elképzelése: a figyelem korai szűrési modellje, más néven Broadbent-modell. A modell szerint figyelmi szűrőre azért van szükség, mert a szervezetet túl sok hatás éri egyszerre, ezek pedig túlterhelnék a korlátozott kapacitású rövid tartamú tárolót, és lehetetlenné tennék a fontos mozzanatok megfelelő kezelését. A figyelmi szűrő (a feldolgozás "üvegnyaka") megvédi a korlátozott kapacitású rövid tartamú emlékezeti tárolót a túlterheléstől, így a szűrőn átjutott, lényegesnek ítélt információk tovább juthatnak a feldolgozás magasabb szintjére.

## Kapcsolódó szócikk
- Figyelem
- Frederic Charles Bartlett